# Playboy (album)
Playboy pubblicato nel dicembre del 1978, è il ventesimo album della cantante italiana Iva Zanicchi
L'album è presente sulle piattaforme digitali e sui servizi di streaming.
(Iva Zanicchi, Voglio vivere)

## Il disco
All’apice della svolta “sensuale” della sua carriera e sull’onda del successo dell’album Con la voglia di te, Iva decide di concedersi per un servizio fotografico sulle pagine del patinato giornale per soli uomini Playboy.
Per quanto la stessa artista abbia più volte dichiarato di essersene pentita, il servizio, molto sexy ma anche molto casto (non concede nudi frontali integrali e il seno è sempre sotto dei veli), fa talmente discutere da spingere la Ri-Fi a far pubblicare un nuovo album chiamato proprio Playboy.
Per la copertina viene scelta addirittura una delle foto del servizio, che ritrae una Iva Zanicchi coperta soltanto da una pelliccia bianca, con al collo un ciondolo che ritrae il simbolo della rivista, vale a dire una testa di coniglio con un farfallino da smoking.
Tutte le canzoni dell’album sono scritte da Cristiano Malgioglio, ad eccezione di “Tesoro Mio”, frutto della collaborazione tra Arcangelo Valsiglio e Claudio Daiano e di “Quanto dura poco l’estate”, brano scritto da Donatella Rettore, ancora poco conosciuta ma che ha già da qualche anno iniziato la sua attività di cantautrice.

## Tracce
1. Pronto 113 - 4:00 - (testo di Cristiano Malgioglio; musica di Corrado Castellari)
2. Relazione - 3:36 - (testo di Cristiano Malgioglio; musica di Roberto Carlos)
3. Tu..playboy - 4:35 - (testo di Cristiano Malgioglio; musica di Ezio Leoni)
4. Voglio vivere - 3:25 - (testo di Cristiano Malgioglio; musica di Gian Pietro Felisatti)
5. Cedo - 4:23 - (Len Mercer-Cristiano Malgioglio)
6. Per te - 4:10 - (testo di Cristiano Malgioglio; musica di Gian Pietro Felisatti)
7. Tesoro mio - 3:25 - (Angelo Valsiglio-Claudio Daiano)
8. Agrodolce - 3:05 - (Carmelo Carucci-Cristiano Malgioglio)
9. Incontro - 3:37 - (testo di Cristiano Malgioglio; musica di Gian Pietro Felisatti)
10. Idea - 2:55 - (testo di Cristiano Malgioglio; musica di Piero Soffici)
11. Quanto dura poco l'estate - 3:23 - (Franco Marino-Donatella Rettore)

## Crediti
- Studio di registrazione: RI-FI Record S.p.a. - Milano
- Tecnico di registrazione: Gianluca Citi
- Missaggi: Gianluca Citi ed Ezio Leoni
- Paolo dello Studio B - voce aggiuntiva (tracce 1, 3)
- Claudio Daiano - voce aggiuntiva (traccia 7)
- Sergio Farina - chitarra classica (traccia 3)
- Giorgio Baiocco - sax tenore (traccia 5)
- Cristiano Malgioglio, Corrado Castellari - cori (tracce 1, 3)

## Stampe Estere
| Anno di pubblicazione | Paese     | Titolo  | Etichetta         |
| --------------------- | --------- | ------- | ----------------- |
| 1979                  | Argentina | Playboy | MICSA - SEL 70007 |

Con questo disco si concluse la sua appartenenza all'etichetta Ri-Fi con cui era stata sin dall'esordio nel 1963